# Someone to Watch Over Me (serie de televisión)
Someone to Watch Over Me (en Hispanoamérica: No me olvides) es una serie de televisión filipina transmitida por GMA Network desde el 5 de septiembre de 2016 hasta el 6 de enero de 2017. Está protagonizada por Tom Rodríguez, Lovi Poe y Max Collins.
La cadena peruana Panamericana Televisión anunció esta telenovela bajo el nombre de No me olvides y es la cuarta producción filipina y la segunda de GMA Network a emitirse en América Latina, después de Cautiva.
La telenovela se estrenó el martes 22 de agosto de 2017 por Panamericana Televisión de Perú, iba de lunes a viernes a las 19:00 horas y su transmisión se canceló el 15 de septiembre de 2017 por motivo de bajo índice de audiencia. Desde enero de 2019 Panamericana Televisión comenzó a emitir la telenovela de nuevo en el horario de la medianoche, su última emisión por dicho canal fue el 31 de mayo de 2019.

## Argumento
Teodoro Jose "TJ" Agustín Chavez es diagnosticado con una terrible enfermedad: La enfermedad de Alzheimer de inicio temprano, y su esposa Joanna deberá ser fuerte y apoyarlo, pero ¿Puede un lazo de amor ser tan poderoso? Una desgracia que lastima y hace perder las esperanzas.

## Elenco

### Elenco principal
- Tom Rodríguez como Teodoro Jose "TJ" Agustín Chavez.
- Lovi Poe como Joanna Mercado-Chavez.
- Max Collins como Irene Montenegro-Fernando.

### Elenco secundario
- Edu Manzano como Gregor "Buddy" Chavez.
- Jackie Lou Blanco como Cielo Andrada.
- Empress Schuck como Cynthia Andrada.
- Cogie Domingo como Ian Alejandro.
- Isay Álvarez-Seña como Remedios "Cita" Mercado.
- Ronnie Lazaro como Ruben "Estoy" Mercado.
- Frances Makil-Ignacio como Cess.
- Ralph Noriega como Jepoy Mercado.
- Boy2 Quizon como Paolo.
- Lance Serrano como Alex.
- Eugene Runas como Tope.
- Luz Valdez como Rose Montenegro.
- Shyr Valdez como Osang.
- Camille Torres como Eunice.
- Maricris Garcia-Cruz como Monique.
- Espie Salvador como Yaya Espie.
- Caleb Punzalan como Baby Joshua Chavez.[2]
- Dido De La Paz como Dok Robert.
- Aleera Montalla como Lulu.